# آرون أبان
آرون أبان مواليد 8 أبريل 1982 في كاجايان دو آورو، هو لاعب كرة سلة فلبيني. بدأ مسيرته الاحترافية في سنة 2006. يلعب في الرابطة الفلبينية لكرة السلة. يحمل الرقم 27. يبلغ طوله 6 قدم 3 بوصة (1.9 م).

## المسيرة الاحترافية
لعب مع ألاسكا أيسز من سنة 2006 إلى 2008، ثم لعب مع ستار هوتشوتز في موسم 2008–2009، ثم لعب مع باراكو بول إنرجي في موسم 2009–2010، ثم لعب مع تي إن تي كاتروبا من سنة 2010 إلى 2016.